# 36e division de grenadiers
Pour les articles homonymes, voir 36e division.
La 36e division de grenadiers (en allemand : 36. Grenadier-Division ou 36. GD) est une des divisions d'infanterie de l'armée allemande (Wehrmacht) durant la Seconde Guerre mondiale.

## Historique
La 36e division de grenadiers est formée le 3 août 1944 à partir des éléments survivants de la 36. Infanterie-Division détruite à Baumholder.
Elle est rattachée au LXXXII. Armeekorps qui dépend de la 1re armée au sein du groupe d'armées G, la division retrouve ses quartiers en Sarre-Palatinat.
Elle est renommée 36. Volksgrenadier-Division le 9 octobre 1944.

## Organisation

### Commandants
| Date                           | Grade        | Commandant   |
| ------------------------------ | ------------ | ------------ |
| 1er août 1944 - 9 octobre 1944 | Generalmajor | August Wellm |

## Théâtres d'opérations
- France : Août 1944 - Octobre 1944

## Ordre de bataille
15 septembre 1944
- Grenadier-Regiment 87
- Grenadier-Regiment 118
- Grenadier-Regiment 165
- Artillerie-Regiment 268
  - I. Abteilung
  - II. Abteilung
  - III. Abteilung
  - IV. Abteilung
- Divisions-Füsilier-Kompanie 36
- Flak-Kompanie 36
- Pionier-Kompanie 36
- Nachrichten-Kompanie 36
- Sturmgeschütz-Abteilung 1036
- Versorgungs-Regiment 36